# Campeonato Brasileiro de Futebol Feminino de 2022 - Série A2
A Série A2 do Campeonato Brasileiro Feminino de 2022 foi a sexta edição deste evento esportivo, um torneio nacional de futebol feminino organizado pela Confederação Brasileira de Futebol (CBF).
Com a criação da Série A3, o regulamento e o sistema de qualificação da competição foram readequados em relação a edição anterior. Foi composta por quatro fases e disputada por 16 equipes entre os dias 11 de junho e 17 de setembro. O título ficou com o Ceará, que venceu o Athletico Paranaense na disputa por pênaltis. Além desses dois, Bahia e Real Ariquemes também conquistaram o acesso para a Série A1 de 2023.
Por outro lado, Aliança, CEFAMA, Iranduba e Vasco da Gama foram rebaixados para a Série A3 de 2023.

## Antecedentes
A Série A2 do Campeonato Brasileiro Feminino foi realizada pela primeira vez em 2017. Nas duas primeiras edições, o regulamente permaneceu semelhante, apenas alterando o número de participantes. De 2019 a 2021, a competição foi disputada por 36 agremiações, contando com representantes de todas as unidades federativas.
Em 18 de maio de 2021, a CBF confirmou para o calendário de 2022 a criação da Série A3. Para viabilizar a nova competição, o número de participantes da Série A2 foi reduzido de de 36 para 16.

## Formato e participantes
O regulamento da edição de 2022 da Série A2 dividiu os 16 participantes em quatro grupos. Após seis rodadas, os dois melhores colocados de cada grupo se classificaram para as quartas de final. Por outro lado, as fases de eliminatórias foram disputadas em duas partidas, até a definição do campeão.
| Participante         | Federação        | Qualificação                  | Título   |
| -------------------- | ---------------- | ----------------------------- | -------- |
| Aliança              | Goiás            | Série A2 de 2021              | —        |
| América Mineiro      | Minas Gerais     | Série A2 de 2021              | —        |
| Athletico Paranaense | Paraná           | Série A2 de 2021              | —        |
| Bahia                | Bahia            | Rebaixado da Série A1 de 2021 | —        |
| Botafogo             | Rio de Janeiro   | Rebaixado da Série A1 de 2021 | —        |
| Botafogo-PB          | Paraíba          | Série A2 de 2021              | —        |
| Ceará                | Ceará            | Série A2 de 2021              | —        |
| CEFAMA               | Maranhão         | Substituto da Napoli          | —        |
| Fortaleza            | Ceará            | Série A2 de 2021              | —        |
| Fluminense           | Rio de Janeiro   | Série A2 de 2021              | —        |
| Iranduba             | Amazonas         | Série A2 de 2021              | —        |
| JC                   | Amazonas         | Série A2 de 2021              | —        |
| Minas Brasília       | Distrito Federal | Rebaixado da Série A1 de 2021 | 1 (2018) |
| Real Ariquemes       | Rondônia         | Série A2 de 2021              | —        |
| UDA                  | Alagoas          | Série A2 de 2021              | —        |
| Vasco da Gama        | Rio de Janeiro   | Série A2 de 2021              | —        |

## Primeira fase
Os primeiros jogos da fase de grupos foram realizados em 11 de junho e ficaram marcados pela goleada do Athletico Paranaense sobre o América Mineiro. Ao término, em 23 de julho, oitos equipes se classicaram para as quartas de final: Athletico Paranaense, Bahia, Botafogo, Ceará Fortaleza, JC, Minas Brasília e Real Ariquemes. Por outro lado, Aliança, CEFAMA, Iranduba e Vasco da Gama foram rebaixados para a Série A3 de 2023.

## Fases finais
Nas quartas de final, o Ceará eliminou o JC, do Amazonas, com duas vitórias. Bahia e Real Ariquemes avançaram após uma vitória e um empate. Por fim, o Athletico Paranaense venceu o Botafogo nos pênaltis.
Em 20 de agosto, o Ceará abriu as semifinais vencendo o Real Ariquemes pelo placar mínimo. O clube eliminou o adversário após um empate no jogo de volta. O Athletico, por sua vez, repetiu o feito da fase anterior e classificou nas penalidades, eliminando, desta vez, o Bahia.
No dia 10 de setembro, Atheltico e Ceará se enfrentaram pelo primeiro jogo da final. Realizado na Arena da Baixada, o confronto terminou com vitória do clube paranaense pelo placar de 2–0. Uma semana depois, os clubes voltaram a se enfrentar no último jogo do campeonato, realizado no estádio Presidente Vargas. Precisando reverter a desvantagem do primeiro confronto, o Ceará conseguiu abrir o placar logo aos 14 minutos, com Flávia Pissaia. Na metade final da partida, o visitante pressionou em busca do empate. No entanto, aos 26 minutos, Ju Morais ampliou para o Ceará. Com esse resultado, a decisão foi para a disputa por pênaltis, marcada pela atuação da goleira Thaís Helena, que defendeu duas cobranças e determinou o título ao clube cearense.
|  | Quartas de final          | Quartas de final | Quartas de final | Quartas de final |       |                           | Semifinais        | Semifinais        | Semifinais        | Semifinais        |  |                      | Final               | Final               | Final               | Final               |  |  |
|  | 6 a 13 de agosto          | 6 a 13 de agosto | 6 a 13 de agosto | 6 a 13 de agosto |       |                           | 20 a 27 de agosto | 20 a 27 de agosto | 20 a 27 de agosto | 20 a 27 de agosto |  |                      | 10 e 17 de setembro | 10 e 17 de setembro | 10 e 17 de setembro | 10 e 17 de setembro |  |  |
|  |                           |                  |                  |                  |       |                           |                   |                   |                   |                   |  |                      |                     |                     |                     |                     |  |  |
|  | Botafogo                  | 2                | 1                | 3 (2)            |       |                           |                   |                   |                   |                   |  |                      |                     |                     |                     |                     |  |  |
|  | Athletico Paranaense (p.) | 1                | 2                | 3 (4)            |       |                           |                   |                   |                   |                   |  |                      |                     |                     |                     |                     |  |  |
|  | Athletico Paranaense (p.) | 1                | 2                | 3 (4)            |       | Athletico Paranaense (p.) | 1                 | 1                 | 2 (3)             |                   |  |                      |                     |                     |                     |                     |  |  |
|  |                           |                  |                  |                  |       | Athletico Paranaense (p.) | 1                 | 1                 | 2 (3)             |                   |  |                      |                     |                     |                     |                     |  |  |
|  |                           | Bahia            | 1                | 1                | 2 (2) |                           |                   |                   |                   |                   |  |                      |                     |                     |                     |                     |  |  |
|  | Minas Brasília            | Bahia            | 1                | 1                | 2 (2) | 0                         | 1                 | 1                 |                   |                   |  |                      |                     |                     |                     |                     |  |  |
|  | Minas Brasília            |                  |                  |                  |       | 0                         | 1                 | 1                 |                   |                   |  |                      |                     |                     |                     |                     |  |  |
|  | Bahia                     | 1                | 1                | 2                |       |                           |                   |                   |                   |                   |  |                      |                     |                     |                     |                     |  |  |
|  | Bahia                     | 1                | 1                | 2                |       |                           |                   |                   |                   |                   |  | Athletico Paranaense | 2                   | 0                   | 2 (1)               |                     |  |  |
|  |                           |                  |                  |                  |       |                           |                   |                   |                   |                   |  | Athletico Paranaense | 2                   | 0                   | 2 (1)               |                     |  |  |
|  |                           | Ceará (p.)       | 0                | 2                | 2 (3) |                           |                   |                   |                   |                   |  |                      |                     |                     |                     |                     |  |  |
|  | JC                        | Ceará (p.)       | 0                | 2                | 2 (3) | 2                         | 1                 | 3                 |                   |                   |  |                      |                     |                     |                     |                     |  |  |
|  | JC                        |                  |                  |                  |       | 2                         | 1                 | 3                 |                   |                   |  |                      |                     |                     |                     |                     |  |  |
|  | Ceará                     | 4                | 4                | 8                |       |                           |                   |                   |                   |                   |  |                      |                     |                     |                     |                     |  |  |
|  | Ceará                     | 4                | 4                | 8                |       | Ceará                     | 1                 | 2                 | 3                 |                   |  |                      |                     |                     |                     |                     |  |  |
|  |                           |                  |                  |                  |       | Ceará                     | 1                 | 2                 | 3                 |                   |  |                      |                     |                     |                     |                     |  |  |
|  |                           | Real Ariquemes   | 0                | 2                | 2     |                           |                   |                   |                   |                   |  |                      |                     |                     |                     |                     |  |  |
|  | Fortaleza                 | Real Ariquemes   | 0                | 2                | 2     | 0                         | 0                 | 0                 |                   |                   |  |                      |                     |                     |                     |                     |  |  |
|  | Fortaleza                 |                  |                  |                  |       | 0                         | 0                 | 0                 |                   |                   |  |                      |                     |                     |                     |                     |  |  |
|  | Real Ariquemes            | 1                | 0                | 1                |       |                           |                   |                   |                   |                   |  |                      |                     |                     |                     |                     |  |  |

- As equipes que estão em itálico possuem o mando de campo no primeiro jogo e em negrito as equipes classificadas.

## Classificação final
Ao término da competição, as 16 equipes foram classificadas conforme os progressos obtidos em todas as fases. Assim, cada fase atribuiu uma quantidade de posições, baseadas nos seguintes critérios: 1) pontos ganhos, 2) número de vitórias, 3) saldo de gols, 4) gols marcados, 5) cartões vermelhos, 6) cartões amarelos e 7) sorteio.
| Pos  | Equipe               | Pts | J  | V | E | D | GP | GC | SG  |
| ---- | -------------------- | --- | -- | - | - | - | -- | -- | --- |
| 1.ª  | Ceará                | 27  | 12 | 8 | 3 | 1 | 29 | 11 | +18 |
| 2.ª  | Athletico Paranaense | 21  | 12 | 6 | 3 | 3 | 26 | 11 | +15 |
| 3.ª  | Real Ariquemes       | 23  | 10 | 7 | 2 | 1 | 20 | 8  | +12 |
| 4.ª  | Bahia                | 19  | 10 | 5 | 4 | 1 | 14 | 7  | +7  |
| 5.ª  | Botafogo             | 14  | 8  | 4 | 2 | 2 | 10 | 7  | +2  |
| 6.ª  | Minas Brasília       | 14  | 8  | 4 | 2 | 2 | 6  | 4  | +2  |
| 7.ª  | JC                   | 12  | 8  | 4 | 0 | 4 | 23 | 14 | +9  |
| 8.ª  | Fortaleza            | 9   | 8  | 2 | 3 | 3 | 7  | 6  | +1  |
| 9.ª  | América Mineiro      | 9   | 6  | 3 | 0 | 3 | 8  | 13 | –5  |
| 10.ª | UDA                  | 7   | 6  | 2 | 1 | 3 | 2  | 7  | –5  |
| 11.ª | Fluminense           | 5   | 6  | 1 | 2 | 3 | 5  | 9  | –4  |
| 12.ª | Botafogo-PB          | 4   | 6  | 1 | 1 | 4 | 2  | 11 | –9  |
| 13.ª | Vasco da Gama        | 3   | 6  | 0 | 3 | 3 | 5  | 10 | –5  |
| 14.ª | Iranduba             | 2   | 6  | 0 | 2 | 4 | 4  | 14 | –10 |
| 15.ª | CEFAMA               | 2   | 6  | 0 | 2 | 4 | 3  | 19 | –16 |
| 16.ª | Aliança              | 0   | 6  | 0 | 0 | 6 | 4  | 17 | –13 |

### Geral
- «Tabela do Campeonato Brasileiro de Futebol Feminino de 2022 - Série A2». ge. Consultado em 26 de outubro de 2022. Cópia arquivada em 26 de outubro de 2022

### Específicas
1. ↑  Camila Alves (1 de novembro de 2016). «CBF anuncia Brasileiro de Futebol Feminino 2017 com duas divisões e custeado pela entidade». Superesportes. Consultado em 26 de outubro de 2022. Cópia arquivada em 26 de outubro de 2022
2. ↑  «Feminino A-2: tabela básica e regulamento 2018». Confederação Brasileira de Futebol. 7 de fevereiro de 2018. Consultado em 31 de maio de 2021. Cópia arquivada em 14 de julho de 2018
3. ↑  «Campeonato Brasileiro Feminino A-2 2019: documentos técnicos e tabela». Confederação Brasileira de Futebol. 28 de fevereiro de 2018. Consultado em 31 de maio de 2021. Cópia arquivada em 28 de novembro de 2020
4. ↑  «CBF publica calendário exclusivo do futebol feminino de 2020». Confederação Brasileira de Futebol. 20 de novembro de 2019. Consultado em 25 de maio de 2021. Cópia arquivada em 25 de maio de 2021
5. ↑  «CBF divulga tabela detalhada do Brasileiro Feminino A-2 2021». Confederação Brasileira de Futebol. 3 de maio de 2021. Consultado em 11 de junho de 2021. Cópia arquivada em 12 de junho de 2021
6. 1 2  «CBF confirma para 2022 a Série A3 do Brasileiro de Futebol Feminino». ge. 18 de maio de 2021. Consultado em 8 de setembro de 2022. Cópia arquivada em 22 de outubro de 2021
7. ↑  «CBF cria SuperCopa e Série A-3 do Brasileirão Feminino em 2022». UOL. 22 de novembro de 2021. Consultado em 8 de setembro de 2022. Cópia arquivada em 22 de novembro de 2021
8. ↑  Igor Santos (2 de junho de 2022). «CBF define tabelas das Séries A2 e A3 do Brasileirão Feminino». Agência Brasil. Consultado em 26 de outubro de 2022. Cópia arquivada em 8 de junho de 2022
9. 1 2  «Regulamento Específico da Competição Campeonato Brasileiro Feminino Binance A2 – 2022» (PDF). Confederação Brasileira de Futebol. Consultado em 26 de outubro de 2022. Cópia arquivada (PDF) em 19 de junho de 2022
10. ↑  «Cefama ganha vaga no Brasileiro A2 feminino após desistência de clube». Imirante. 10 de maio de 2022. Consultado em 26 de outubro de 2022. Cópia arquivada em 26 de outubro de 2022
11. ↑  «Brasileiro feminino Série A2 e inédita Série A3 conhecem clubes e ganham data de início; veja tabela». ge. 2 de junho de 2022. Consultado em 26 de outubro de 2022. Cópia arquivada em 4 de junho de 2022
12. ↑  Igor Santos (2 de junho de 2022). «CBF define tabelas das Séries A2 e A3 do Brasileirão Feminino». Consultado em 26 de outubro de 2022. Cópia arquivada em 8 de junho de 2022
13. ↑  «América perde por 6 a 0 para Athletico na estreia do Brasileiro Feminino A2». Superesportes. 11 de junho de 2022. Consultado em 26 de outubro de 2022. Cópia arquivada em 19 de junho de 2022
14. 1 2  Lincoln Chaves (23 de julho de 2022). «Série A2 do Brasileiro Feminino define mata-mata e queda do Vasco». Agência Brasil. Consultado em 26 de outubro de 2022. Cópia arquivada em 26 de julho de 2022
15. ↑  Vladimir Marques (13 de agosto de 2022). «Ceará vence JC por 4 a 1 na Cidade Vozão e conquista acesso para a Série A1 do Brasileirão Feminino». Diário do Nordeste. Consultado em 26 de outubro de 2022. Cópia arquivada em 26 de setembro de 2022
16. ↑  André Felipe (13 de agosto de 2022). «HISTÓRICO! Real Ariquemes despacha o Fortaleza-CE e vai jogar a Série A1 de 2023». ge. Consultado em 26 de outubro de 2022. Cópia arquivada em 15 de outubro de 2022
17. ↑  Gabrielle Gomes (12 de agosto de 2022). «Vaga na elite! Bahia empata com Minas Brasília e garante acesso para Série A1 do Brasileiro». ge. Consultado em 26 de outubro de 2022. Cópia arquivada em 12 de agosto de 2022
18. ↑  «Athletico vence Botafogo nos pênaltis e se classifica para a Série A1 do Brasileirão feminino». UOL. 13 de agosto de 2022. Consultado em 26 de outubro de 2022. Cópia arquivada em 26 de outubro de 2022
19. ↑  Lennon Costa (27 de agosto de 2022). «Ceará segura empate com Ariquemes e é finalista do Brasileirão feminino A2». O Povo. Consultado em 26 de outubro de 2022. Cópia arquivada em 1 de setembro de 2022
20. ↑  Gabrielle Gomes (27 de agosto de 2022). «Nos pênaltis, Athletico vence o Bahia e vai à final do Brasileiro Feminino Série A2». Consultado em 26 de outubro de 2022. Cópia arquivada em 12 de outubro de 2022
21. ↑  Juliete Costa (10 de setembro de 2022). «Ceará perde para o Athletico-PR em jogo de ida da final do Brasileirão Feminino A2». O Povo. Consultado em 26 de outubro de 2022. Cópia arquivada em 10 de setembro de 2022
22. ↑  «Ceará perde para Athletico-PR na ida da final do Brasileirão Feminino A2; volta será no PV». Diário do Nordeste. 10 de setembro de 2022. Consultado em 26 de outubro de 2022. Cópia arquivada em 22 de setembro de 2022
23. ↑  Lennon Costa (16 de setembro de 2022). «Ceará recebe Athletico-PR no PV em busca do título do Brasileirão feminino A2». O Povo. Consultado em 26 de outubro de 2022. Cópia arquivada em 16 de setembro de 2022
24. ↑  Lennon Costa (17 de setembro de 2022). «Histórico: Ceará bate Athletico-PR nos pênaltis e é campeão do Brasileirão Feminino A2». O Povo. Consultado em 26 de outubro de 2022. Cópia arquivada em 18 de setembro de 2022
25. ↑  «Ceará supera Athletico nos pênaltis e conquista o Brasileirão Feminino Série A2». ge. 17 de setembro de 2022. Consultado em 26 de outubro de 2022. Cópia arquivada em 17 de setembro de 2022
26. ↑  «Thaís Helena brilha nos pênaltis e garante título do Ceará no Brasileirão Feminino Binance A-2». Confederação Brasileira de Futebol. 17 de setembro de 2022. Consultado em 25 de outubro de 2022. Cópia arquivada em 29 de setembro de 2022
27. ↑  Pedro Mairton (17 de setembro de 2022). «Goleira Thaís Helena agradece apoio da torcida e desabafa: "Somos necessárias também"». O Povo. Consultado em 25 de outubro de 2022. Cópia arquivada em 17 de setembro de 2022